# (20187) Janapittichová
20187 Janapittichova (1997 AN17) – planetoida z grupy przecinających orbitę Marsa okrążająca Słońce w ciągu 3,58 lat w średniej odległości 2,34 j.a. Odkryta 14 stycznia 1997 roku.